# Oreostemma
 Oreostemma   Greene, 1900  è un genere di piante angiosperme dicotiledoni della famiglia delle Asteraceae, sottofamiglia Asteroideae, tribù Astereae (North American lineage) e sottotribù Machaerantherinae.

## Etimologia
Il nome del genere deriva dal greco "oros"' (= montagna), e "stemma" (= corona o ghirlanda).
Il nome scientifico del genere è stato definito dal botanico Edward Lee Greene (1843-1915) nella pubblicazione " Pittonia; a Series of Papers Relating to Botany and Botanists. Berkeley, CA" ( Pittonia 4(23): 224) del 1900.

## Descrizione

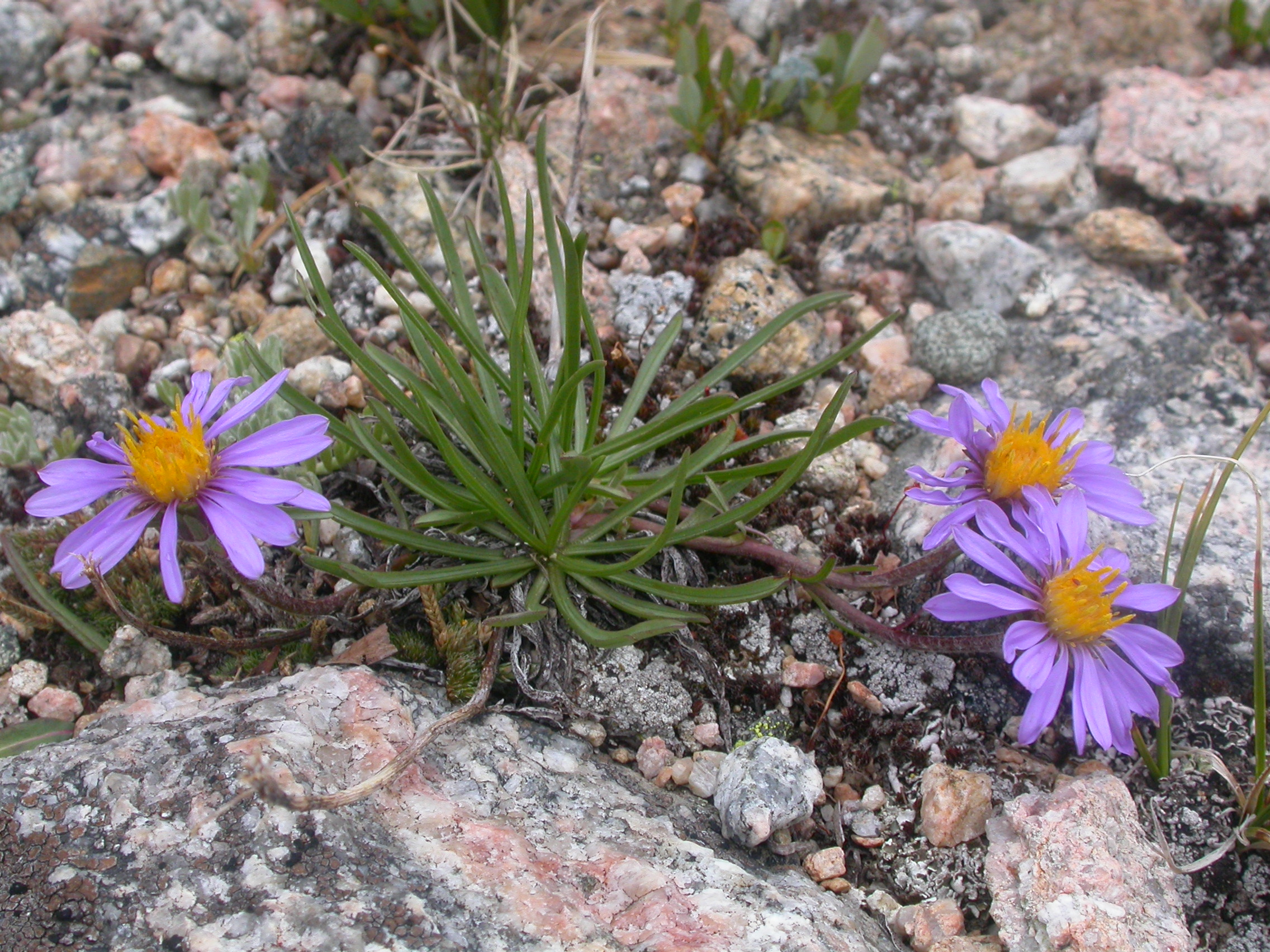
Il portamento
Oreostemma alpigenum

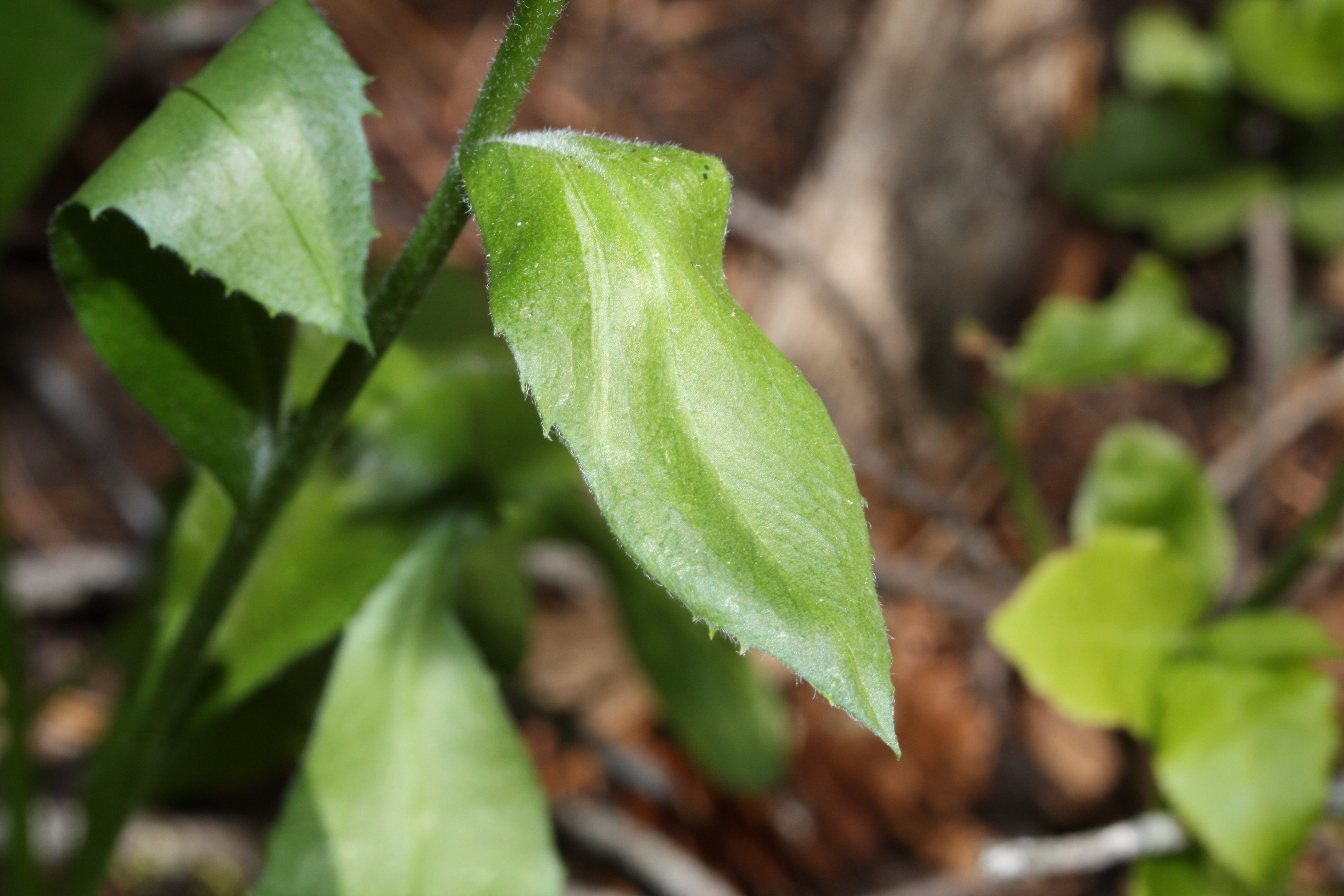
Le foglie
Oreostemma alpigenum

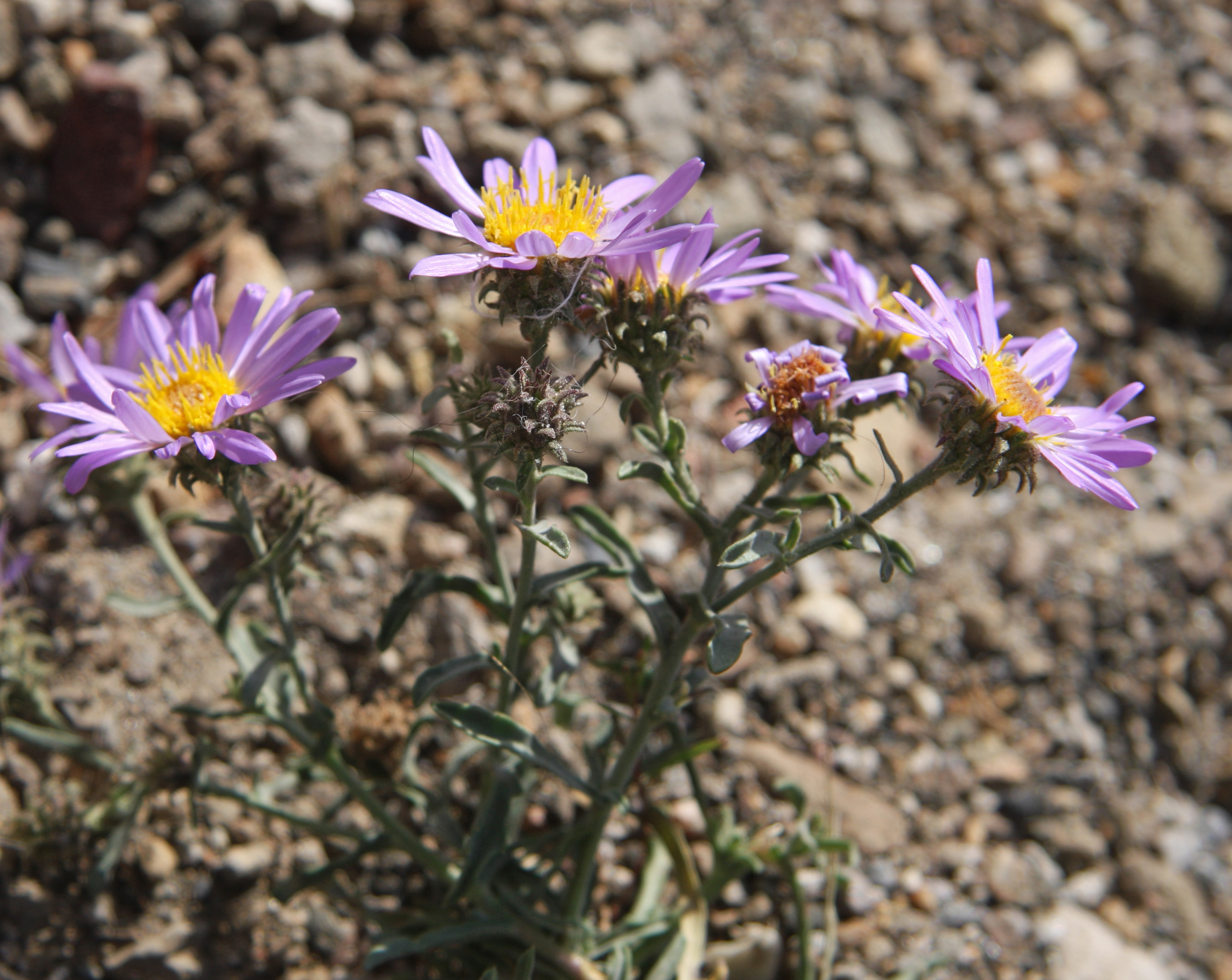
Infiorescenza
Oreostemma alpigenum

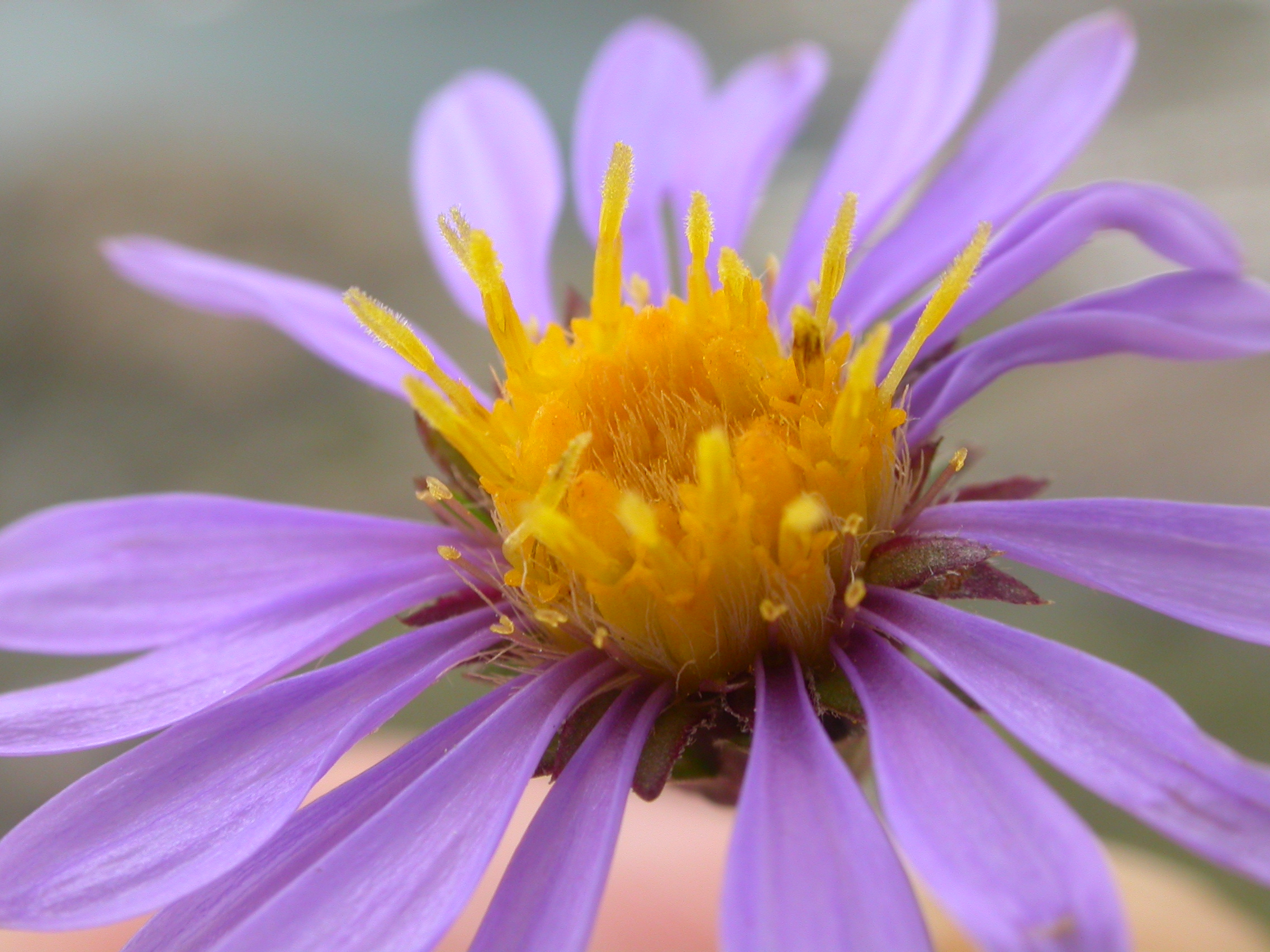
I fiori
Oreostemma alpigenum

Portamento. Le specie di questo genere hanno un ciclo biologico perenne con habitus erbaceo: talvolta sono rizomatose. Le superfici sono prive di ghiandole oppure hanno delle ghiandole stipitate, mentre le parti superiori sono leggermente tomentose.
Fusto. La parte aerea varia da eretta a decombente-ascendente, semplice o ramosa. Altezza media: 2 - 40 cm.
Foglie. le foglie si distinguono in basali e cauline. Quelle basali forma delle rosette persistenti con forme intere da lineari a oblanceolate con 3 nervature. Le foglie lungo il caule sono disposte in modo alternato, sessile e sono più ridotte.
Infiorescenza. Le sinflorescenze sono essenzialmente scapose (capolini solitari). Le infiorescenze vere e proprie sono composte da un capolino terminale peduncolato di tipo radiato con fiori eterogami. I capolini sono formati da un involucro, con forme ampiamente turbinate, composto da 25 - 40 brattee, al cui interno un ricettacolo fa da base ai fiori di due tipi: fiori del raggio e fiori del disco. Le brattee, appressate, con forme da lineari a lineari-ellittiche o oblanceolate, con una bassa carenatura, margini induriti e a consistenza erbacea, sono disposte in modo più o meno embricato su 3 - 4 serie. Il ricettacolo (senza pagliette) bucherellato a protezione della base dei fiori ha delle forme piano-convesse quasi piatte. Dimensione degli involucri: 5 - 12 x 10 - 20 mm.
Fiori.  I fiori sono tetra-ciclici (formati cioè da 4 verticilli: calice – corolla – androceo – gineceo) e pentameri (calice e corolla formati da 5 elementi). Si distinguono in:
- fiori del raggio (esterni): da 10 a 40 per capolino, sono femminili e sono disposti su 1 - 2 serie; la forma è ligulata (zigomorfa);
- fiori del disco (centrali): sono più numerosi (da 30 a 55) con forme brevemente tubulose (attinomorfe); sono ermafroditi.

- Formula fiorale:

*/x K {\displaystyle \infty }, [C (5), A (5)], G 2 (infero), achenio
- Calice: i sepali del calice sono ridotti ad una coroncina di squame.

- Corolla: 
  - fiori del raggio: la forma della corolla alla base è più o meno tubulosa-imbutiforme, mentre all'apice è ligulata; la ligula può terminare con alcuni denti; il colore è bianco o porpora;
  - fiori del disco: la forma è tubulare (i tubi sono più corti delle gole) bruscamente divaricata in 5 lobi; i lobi, eretti, hanno una forma da deltata a lanceolata; il colore varia da giallo a rossiccio.

- Androceo: l'androceo è formato da 5 stami sorretti da filamenti generalmente liberi; gli stami sono connati e formano un manicotto circondante lo stilo; le teche (produttrici del polline) alla base sono troncate e sono lievemente auricolate (molto raramente sono speronate o hanno una coda); le appendici apicali delle antere hanno delle forme piatte e lanceolate; il tessuto endoteciale (rivestimento interno dell'antera) è quasi sempre polarizzato (con due superfici distinte: una verso l'esterno e una verso l'interno). Il polline è sferico con un diametro medio di circa 25 micron;  è tricolporato (con tre aperture sia di tipo a fessura che tipo isodiametrica o poro) ed è echinato (con punte sporgenti).

- Gineceo: l'ovario è infero uniloculare formato da 2 carpelli. Lo stilo (il recettore del polline) è profondamente bifido (con due stigmi divergenti) e con le linee stigmatiche marginali separate. I due bracci dello stilo hanno una forma lineare-lanceolata e possono essere papillosi o ricoperti da ciuffi di peli.

Frutti. I frutti sono degli acheni con pappo: il corpo, con 5 - 10 nervature longitudinali, ha una forma strettamente cilindrica e superficie è glabra o sparsamente strigosa. Le setole del pappo, persistente, sono semplici e sono 25 - 40 disposte su una serie (esternamente può essere presente una corta coroncina di scaglie).

## Biologia
Impollinazione: l'impollinazione avviene tramite insetti (impollinazione entomogama tramite farfalle diurne e notturne).

Riproduzione: la fecondazione avviene fondamentalmente tramite l'impollinazione dei fiori (vedi sopra).

Dispersione: i semi (gli acheni) cadendo a terra sono successivamente dispersi soprattutto da insetti tipo formiche (disseminazione mirmecoria). In questo tipo di piante avviene anche un altro tipo di dispersione: zoocoria. Infatti gli uncini delle brattee dell'involucro (se presenti) si agganciano ai peli degli animali di passaggio disperdendo così anche su lunghe distanze i semi della pianta. Inoltre per merito del pappo il vento può trasportare i semi anche a distanza di alcuni chilometri (disseminazione anemocora).

## Distribuzione e habitat
Le specie di questo genere sono distribuite in U.S.A. occidentali.

## Sistematica
La famiglia di appartenenza di questa voce (Asteraceae o Compositae, nomen conservandum) probabilmente originaria del Sud America, è la più numerosa del mondo vegetale, comprende oltre 23.000 specie distribuite su 1.535 generi, oppure 22.750 specie e 1.530 generi secondo altre fonti (una delle checklist più aggiornata elenca fino a 1.679 generi). La famiglia attualmente (2021) è divisa in 16 sottofamiglie; la sottofamiglia Asteroideae è una di queste e rappresenta l'evoluzione più recente di tutta la famiglia.

### Filogenesi
La tribù Astereae (una delle 21 tribù della sottofamiglia Asteroideae) comprende circa 40 sottotribù. In base alle ultime ricerche nella tribù sono stati individuati (provvisoriamente) 5 principali lignaggi:
- Basal grade: include alcuni generi isolati, il gruppo "South American-Oceania",  alcune sottotribù africane e il gruppo dei generi legnosi del Madagascar.
- Bellis lineage: comprende le sottotribù eurasiatiche e una sottotribù africana.
- Aster lineage: include i generi asiatici di Asterinae e i principali gruppi dell'Australia e dell'Oceania.
- Baccharis lineage: include alcuni gruppi sudamericani.
- North American lineage: include la vasta gamma di sottotribù del Nordamerica, Messico e alcuni gruppi distribuiti nel Sudamerica.

Il genere  Oreostemma (insieme alla sottotribù Machaerantherinae) è incluso nel lignaggio "North American lineage". Attualmente a sottotribù è suddivisa in 5 gruppi informali: Basal grade - Machaeranthera group - Haplopappus group - Xanthocephalum group - Lessingia group. Questo genere si trova nel "Basal grade", ossia è stato il primo gruppo ad evolversi dal corpo principale della sottotribù. Insieme al genere Eurybia  formano un "gruppo fratello".
I caratteri distintivi del genere sono:
- le sinflorescenze sono scapose;
- le brattee involucrali sono erbacee;
- le appendici dello stilo dei fiori del disco sono pelose.

Il numero cromosomico delle specie di questo genere è: 2n = 18.

### Elenco delle specie
Questo genere ha 3 specie:
- Oreostemma alpigenum (Torr. & A.Gray) Greene
- Oreostemma elatum  Greene
- Oreostemma peirsonii  (Sharsm.) G.L.Nesom

### Sinonimi
Sono elencati alcuni sinonimi per questa entità:
- Oreastrum Greene